# Back in the U.S.S.R.
Back in the U.S.S.R. è un brano di John Lennon e Paul McCartney del 1968, inizialmente apparso come traccia d'apertura dell'album The Beatles, altrimenti noto come White Album.
Uscito successivamente come lato B di un singolo a fine 1968, fu ristampato come lato A nel 1976 per EMI / Parlophone.

## Il brano

### Registrazione
Il brano fu registrato durante le sedute per l'album The Beatles il 22 e 23 agosto 1968 negli studi londinesi della EMI ad Abbey Road.
Nella seduta di missaggio dell'album, curata da Lennon, McCartney e George Martin, fu deciso di utilizzarlo come traccia d'apertura.
Alla registrazione erano presenti tre dei quattro membri del gruppo: Ringo Starr, infatti, dopo un litigio occorso durante la prima sessione di prove, aveva lasciato il lavoro e si era preso un periodo di vacanza, trascorso in Sardegna. Nella traccia base la parte di batteria fu, quindi, principalmente curata da Paul McCartney, che nel brano suona anche il pianoforte, mentre John Lennon si occupò del basso e George Harrison della chitarra.
In seguito, tutti e tre sovraincisero ulteriori parti di chitarra, basso e batteria per ottenere un autentico wall of sound.
Come caratteristica tecnica, il brano è un rock and roll veloce, l'ultimo del suo genere nella discografia del gruppo, concepito nella struttura AABCBA, con un assolo di chitarra sulla stessa progressione armonica della strofa.
Esso è tuttora eseguito nelle performance dal vivo di Paul McCartney (figura, per esempio, nel suo album live Tripping the Live Fantastic del 1990).

### Origine e crediti

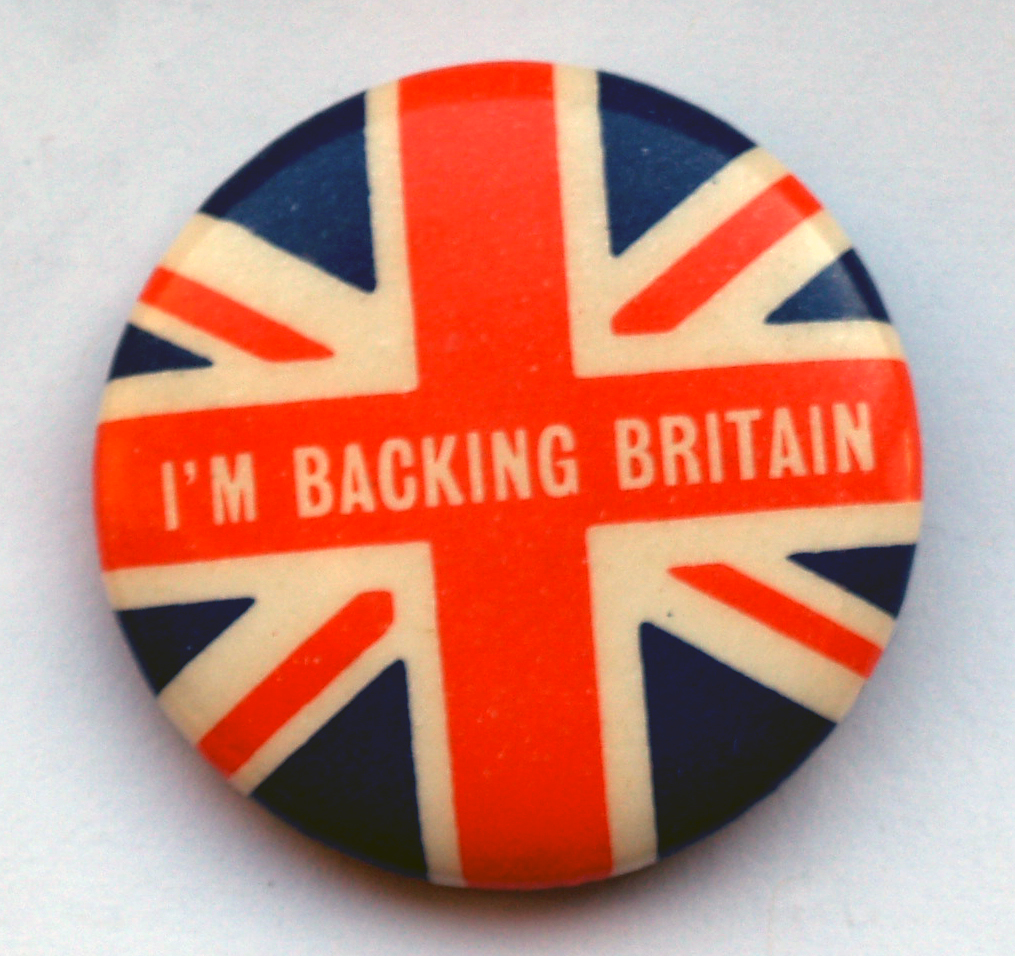
Spilletta della campagna I'm Backing Britain

Come dichiarò Paul McCartney nel 1984 a Playboy, il brano fu concepito al contempo come parodia e omaggio al rock and roll del Chuck Berry di Back in the U.S.A. e al surf rock dei Beach Boys di California Girls («Mi piaceva l'idea di parlare delle ragazze georgiane e di trattare luoghi quali l'Ucraina come se fossero la California»).
Il brano, che inizia sui reattori di un aeroplano al decollo, narra in prima persona di un uomo che torna in Unione Sovietica partendo da Miami su un volo della BOAC, all'epoca compagnia britannica di voli a lungo raggio.
La narrazione gioca sulle assonanze in inglese tra Stati Uniti (U.S.) e Unione Sovietica (U.S.S.R.), per cui, in chiusura della seconda strofa, compare la sequenza «Back in the U.S. / Back in the U.S. / Back in the U.S.S.R.», mentre nel ritornello le ragazze ucraine «stendono» il protagonista, laddove quelle di Mosca gli ricordano che la Georgia (intesa come l'allora repubblica dell'URSS) «è sempre nella sua mente», chiaro riferimento a Georgia on My Mind, famosa per l'esecuzione di Ray Charles (in cui la Georgia di cui si parla è lo Stato degli USA).
Infine, il titolo del brano conteneva anche una connotazione satirica rivolta al governo britannico: nei primi mesi del 1968 fu organizzata una campagna, di breve durata, dal titolo I'm backing Britain (Io sostengo la Gran Bretagna), a opera dell'allora primo ministro Harold Wilson, tesa a promuovere e a sostenere il commercio interno e la produzione del Regno Unito; tuttavia, in agosto dello stesso anno, la campagna era già stata di fatto dismessa.

## Ricezione da parte del pubblico
In Italia Back in the U.S.S.R. uscì il 18 dicembre 1968 come lato B del 45 giri Ob-La-Di, Ob-La-Da, brano anch'esso incluso nel White Album.
Il disco giunse fino al 6º posto della Hit parade.
Nel 1976, per l'etichetta EMI/Parlophone, il brano fu pubblicato come lato A di un 45 giri che vide Twist and Shout sull'altra facciata.
Back in the U.S.S.R. sollevò, paradossalmente, critiche da ambo i lati della cosiddetta Cortina di ferro: laddove l'Intelligencija sovietica considerava i Beatles quale simbolo più visibile ed emblematico della decadenza del capitalismo occidentale, gli ambienti statunitensi più conservatori (in particolare la nazionalista e anticomunista John Birch Society) accusarono il brano di propaganda comunista e filosovietica - in riferimento alle frasi di chiusura delle strofe («I'm back in the U.S.S.R. / You don't know how lucky you are, boy», «Torno in URSS, non sai la fortuna che hai, ragazzo») - e, più in generale, i Beatles di attuare un piano ordinato da Mosca al fine di indebolire la mente e lo spirito della gioventù americana.
Nel 1988 Paul McCartney pubblicò una compilation destinata al mercato sovietico, dal titolo Снова в СССР (Snova v SSSR, Ritorno in URSS), traduzione russa dell'inglese Back in the U.S.S.R.; tale lavoro, dopo la caduta del Muro, fu pubblicato anche nel Regno Unito e nel resto del mondo con l'aggiunta di un brano.

### Altre versioni e cover
Essendo un brano composto sostanzialmente da Paul McCartney, questi l'ha sistematicamente proposto nel corso delle sue esibizioni dal vivo; altri artisti hanno reinterpretato tale canzone: tra le performance più note figurano quella dei Dead Kennedys nel 1979, inclusa nel loro album dal vivo Live at the Deaf Club, quella di Billy Joel, presente anche nell'album del suo tour sovietico Концерт (Koncert, 1987), quella, sempre live, dei Guns N' Roses del 2006 alla Wembley Arena, ribattezzata Back in the Fucking UK.
Sempre del 2006 è una versione hard rock del brano, a opera di Lemmy Kilmister, bassista dei Motörhead, come parte dell'album Butchering The Beatles (letteralmente Macellando i Beatles).
Lo stesso McCartney, durante una performance dal vivo a Liverpool nel giugno 2008, eseguì Back in the U.S.S.R. accompagnato alla batteria da Dave Grohl, voce e chitarra dei Foo Fighters.
A marzo 2009 il brano fu eseguito, nuovamente, dal citato Billy Joel in coppia con Elton John nel loro tour congiunto, durante un medley che includeva un altro brano tratto dal White Album dei Beatles, Birthday.

## Formazione
- Paul McCartney - voce, batteria, pianoforte
- George Harrison - cori, chitarra solista
- John Lennon - cori, basso